# Közönséges lisztbogár
A közönséges lisztbogár (Tenebrio molitor) a rovarok (Insecta) osztályának bogarak (Coleoptera) rendjébe, ezen belül a mindenevő bogarak (Polyphaga) alrendjébe és a gyászbogárfélék (Tenebrionidae) családjába tartozó faj.

## Előfordulása
A közönséges lisztbogár ma már világszerte elterjedt faj. Az ember valamennyi földrészre behurcolta. Rendszeresen előfordul és gyakori egészen az északi és a déli sarkkörig.

## Megjelenése
A közönséges lisztbogár 0,5-2 centiméter hosszú. Hosszúkás testű, fényes barna, gesztenyebarna vagy fekete. Szárnyfedőin finoman pontozott sávok futnak végig, tora egyenletesen, finoman pontozott, szélesebb mint amilyen hosszú. Csápja rövid, ízei kissé vaskosak. Csápja és lába vörösesbarna.

## Életmódja
A közönséges lisztbogár a szabad természetben sem ritka, a házakban, valamint az élelmiszerraktárakban, malmokban, pékműhelyekben okozott jelentős károk miatt mégis jóval ismertebb mint raktári kártevő. Elsősorban éjjel mozog, gyakran repül fényforrások felé. A szabadban főleg fakorhadékkal táplálkozik.

## Szaporodása

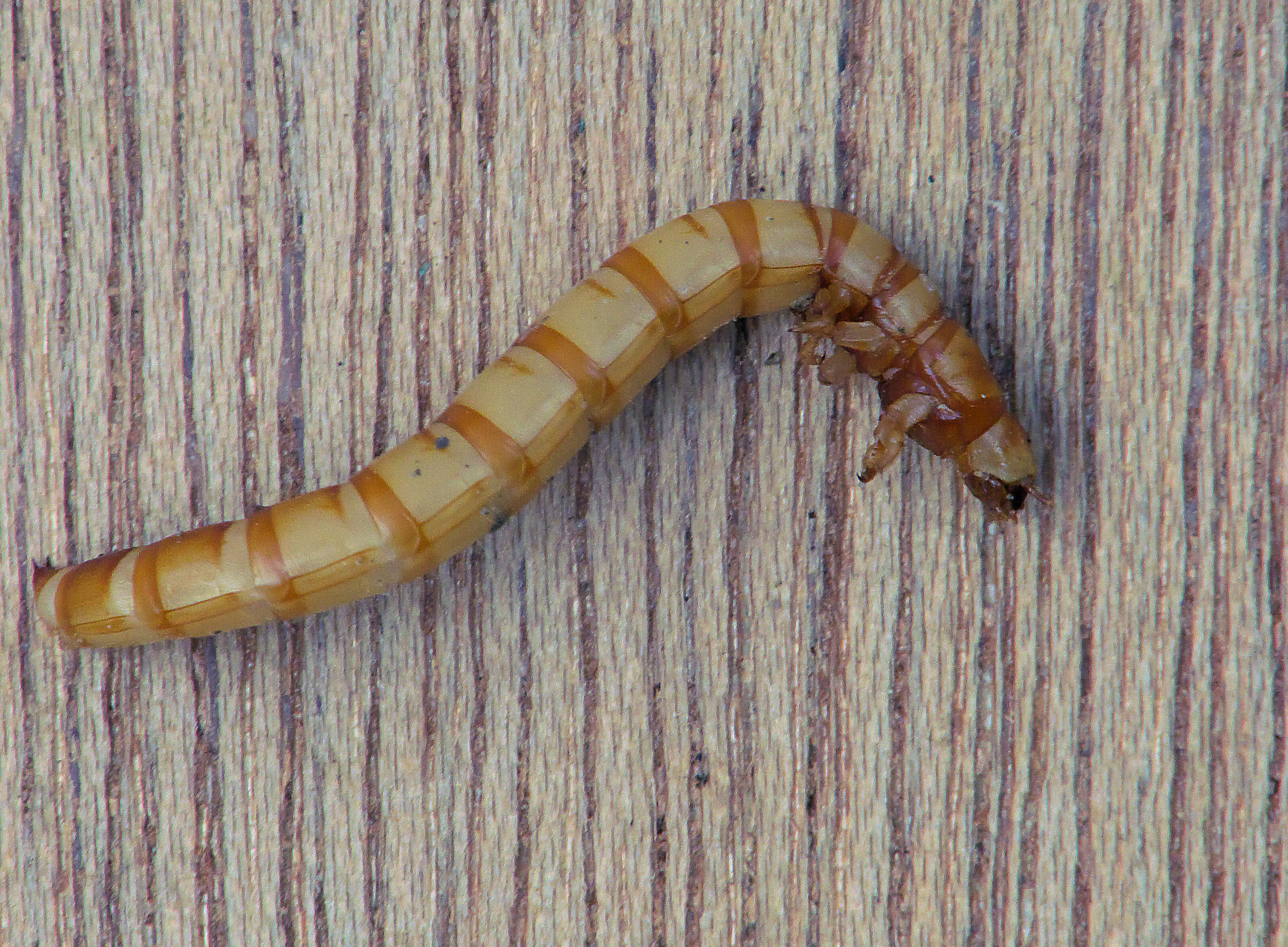
A lisztbogár lárvája, a lisztkukac

A szabadban élő megtermékenyített nőstények petéiket az avarba, a belső terekben tartózkodók pedig lisztbe és egyéb élelmiszerekbe rakják. A sárgásbarna hosszúkás lárvákat „lisztkukac”-nak nevezik, tenyésztik is, mivel kedvelt eledele a rovarevő emlősöknek és madaraknak. Kutikulája kemény, kitines. Megfelelő hőmérséklet esetén évente több generáció is kifejlődhet.

## Rendszertani kapcsolatai
Magyarországon a Tenebrio nemnek még két faja fordul elő:
- kéreglakó lisztbogár (Tenebrio obscurus) (Fabricius, 1792): Kozmopolita faj, készletkártevőként és szabadban is gyakori.
- fogastorkú lisztbogár (Tenebrio opacus) (Duftschmid, 1812): Őserdei reliktumfaj.[2]

## Emberrel való kapcsolata
Lárvájára leginkább horgászcsaliként, illetve kártevőként gondolunk, de a fenntartható emberi élelmiszerek kifejlesztésén gondolkodó kutatók körében lehetséges emberi táplálékforrásként is felmerült.

### Tenyésztése
A lisztkukacot több hobbiállat is szívesen fogyasztja (madarak, hüllők, rágcsálók), emiatt tenyésztik is. Tenyésztése nem igényel különösebb szakértelmet. A petéből (barna) lárva fejlődik (akár a bogár méretének duplája is lehet a lárva), mely többszöri vedlés után (fehér) bábot képez. A bábból kikel a kifejlett bogár(először halvány, később megbarnul, majd megfeketedik). Fejlődése pár hónapot vesz igénybe. A hímek kicsit nagyobbak a nőstényeknél, külsőleg nehéz megkülönböztetni őket.
A lárvákat korpával, liszttel, kenyérrel, zabpehellyel, uborkával, répával, liszttartalmú élelmiszerekkel lehet etetni. A bogarak átalakulásuk után hamar párosodnak, majd a nőstények petét raknak.
Elhelyezésüknél figyelni kell, hogy ne tudjanak kimászni, illetve kirepülni (szárnyukból kicsit le szoktak csippenteni).
A szabadban fogott állatok fertőzéseket tartalmazhatnak, ezért kisállatboltban, állateledelboltban, tenyésztőknél lehet beszerezni őket az otthoni tenyésztéshez.

### Emberi fogyasztása
Dennis Oonincx, a Wageningen Egyetem kutatójának számításai szerint a lisztkukac tartása, szállítása sokkal kevesebb káros kibocsájtással jár, mint a hagyományos háziállatoké, viszont a fejlődésükhöz szükséges hőmérséklet fenntartása miatt összességében annyi energiát igényelnek, mint a disznók.
Miután az Európai Élelmiszerbiztonsági Hatóság pozitív tudományos véleményt adott róla, az EU tagállamainak küldötteiből álló Növények, Állatok, Élelmiszerek és Takarmányok Állandó Bizottsága 2021. április 22-én jóváhagyta a lisztkukac új élelmiszerként történő forgalmazását. Ezután az Európai Bizottság 2021. június 1-jén a szárított Tenebrio molitor lárva (EU) 2015/2283 európai parlamenti és tanácsi rendelet szerinti, új élelmiszerként történő forgalomba hozatalának engedélyezéséről szóló (EU) 2021/882 végrehajtási rendelettel a lisztkukacot hivatalosan is felvette az új élelmiszerek uniós jegyzékéről szóló rendelet mellékletébe.
Ezzel a lisztkukac az első, hivatalosan élelmiszernek minősülő rovar az Európai Unióban, illetve az Európai Gazdasági Térségben: találkozhatunk vele a boltok polcain.